# نوريكو ياماشيتا
نوريكو ياماشيتا (6 مارس 1945 في اليابان - ) (بالكانا:やました のりこ) هي لاعبة كرة طائرة يابانية. شاركت في الألعاب الأولمبية الصيفية 1972.

## وصلات خارجية
- نوريكو ياماشيتا على موقع أوليمبيديا (الإنجليزية)